# Podocarpus ledermannii
Podocarpus ledermannii är en barrträdart som beskrevs av Pilg.. Podocarpus ledermannii ingår i släktet Podocarpus och familjen Podocarpaceae. IUCN kategoriserar arten globalt som livskraftig. Inga underarter finns listade i Catalogue of Life.